# 서해금빛열차
서해금빛열차(西海金빛列車)는 장항선을 왕복하는 관광열차로, 한국철도공사가 추진하는 5대 관광벨트 중 네 번째로 선보인 관광열차다. 기존 무궁화호 객차를 개조하여 새마을호 특실 등급으로 운행한다.

## 개요
2015년 2월 5일 운행을 시작했다. 이 열차는 서해의 관광지를 지나는 금빛열차로 2003년 이후의 제작분 무궁화호 객차 5량, 발전차 1량, 기관차 1량 총 7량을 개조하였다. 기관차부터 차량 끝까지 컬러가 어우러져 조화를 이루며 연결되는데 이는 해가 드는 여명의 순간부터 해가 지는 일몰까지를 표현한 것이다. 객차 5량 중 1량은 온돌마루실, 힐링실 등으로 꾸며져 운행한다. 편성당 총 좌석은 254석이다.

## 운행 구간
매주 목요일 ~ 월요일만 운행하며 화요일, 수요일은 운행하지 않는다.
| 노선   | 번호       | 운행 구간   | 비고      |
| ------ | ---------- | ----------- | --------- |
| 장항선 | 2551, 2552 | 용산 - 익산 | 장항 경유 |

### 정차역
용산-영등포-수원-아산-온양온천-예산-홍성-광천-대천-장항-군산-익산

## 연혁
- 2015년 1월 29일 : 개통식
- 2015년 2월 5일 : 정식 운행 개시

## 차내 안내방송

### 한국어 성우
- 2015년 2월 5일 ~ 현재 : 조예신

### 영어 성우
- 2015년 2월 5일 ~ 현재 : 리사 켈리